# Гулак, Олег Николаевич
Олег Николаевич Гулак (бел. Алег Мікалаевіч Гулак; 1 сентября 1967, Жиличи, Могилёвская область — 16 декабря 2022, Вильнюс) — белорусский юрист, общественный деятель, правозащитник, председатель «Белорусского Хельсинкского комитета».

## Биография
Родился в семье сельских учителей. Выпускник Жиличской средней школы.
Окончил Белорусский государственный университет по специальности «правоведение» (1989).
С 1990 по 1996 г. работал юрисконсультом ряда торговых и промышленных организаций, среди них завод «Камертон» (Пинск).
С 1996 в «Белорусском Хельсинкском комитете»: принимал участие в создании Пинского отделения, с 1997 г. юрист, затем исполнительный директор, с 2007 г. заместитель председателя, с 2008 г. председатель.
Как общественный защитник участвовал в десятках судебных дел, общественных действий по защите прав людей, ставших жертвами нарушения прав человека в Беларуси.
Скончался 16 декабря 2022 года на 56-м году жизни в Вильнюсе.

## Награды
2016: Немецко-французская премия в области прав человека и законности министерств иностранных дел Франции и Германии.